# Alla Belins'ka
Alla Borysivna Belins'ka (in ucraino Алла Борисівна Белінська?; Horodok, 8 ottobre 1995) è una lottatrice ucraina, specializzata nella lotta libera.

## Palmarès
- Europei

Varsavia 2021: oro nei 72 kg.
Budapest 2022: bronzo nei 68 kg.